# آل الصدر
آلُ ٱلصَّدْر أو عَائِلَةُ ٱلصَّدْر، هي عائلة هاشمية دينية شيعية لها امتداد في كلاًّ من لبنان، والعراق، وإيران وتنحدر من جبل عامل في لبنان وهم فرع من عائلة الموسوي تتبع لموسى الكاظم بن جعفر الصادق الهاشمي القرشي.

## النسب
يرجعون بنسبهم إلى : محمد صدر الدين بن صالح شرف الدين بن محمد الشحوري بن إبراهيم شرف الدين بن إبراهيم زين العابدين بن علي نور الدين الثاني بن علي نور الدين الأول بن الحسين عز الدين بن محمد أبو الحسن بن الحسين بن علي بن محمد بن العباس تاج الدين بن محمد شمس الدين بن عبد الله جلال الدين «المُهاجر إلى لبنان في مُنتصف الْقرن السّابع الْهجري» بن أحمد بن حمزة أبو الفوارس بن سعد الله بن حمزة القصير بن محمد أبو السعادات بن عبد الله النقيب بن محمد الحارث بن علي «ابن الديلميّة» بن عبد الله بن محمد المحدث بن طاهر أبو الطيب بن الحسين القطعي بن موسى أبو سبحة بن إبراهيم المرتضى الأصغر بن موسى الكاظم بن جعفر الصادق بن محمد الباقر بن علي زين العابدين بن الحسين السبط بن علي بن أبي طالب بن عبد المطلب بن هاشم بن عبد مناف بن قصي بن كلاب بن مرة بن كعب بن لؤي بن غالب بن فهر بن مالك بن قريش بن كنانة بن خزيمة بن مدركة بن إلياس بن مضر بن نزار بن معد بن عدنان «جد العرب العدنانيون»، من ذرية إسماعيل بن إبراهيم إلى آدم «أبو البشر».

## التاريخ
الصدر هو فرع من عائلة شرف الدين من جبل عامل في لبنان. عائلة شرف الدين نفسها هي فرع من عائلة نور الدين، ويعدون جميعًا إلى آل الموسوي التي تعود نسبها إلى موسى الكاظم (الإمام السابع عند الشيعة الاثنا عشرية) ومن خلاله إلى الخليفة الراشدي علي بن أبي طالب، وفاطمة الزهراء ابنة النبيُّ مُحَمَّد. أنجبت عائلة الصدر العديد من العلماء المسلمين في إيران، ولبنان، والعراق بما في ذلك إسماعيل الصدر (المتوفى 1919) وأحفاده موسى الصدر (اختفى في ليبيا عام 1978) ومحمد باقر الصدر (توفي 1980).

## قائمة الأعيان
- محمد صدر الدين بن صالح الموسوي (صدر الدين بن صالح) ، عالم إسلامي من القرن التاسع عشر، وهو الجد الأعلى للأسرة
- محمد حسن الصدر ابن حسن الصدر، ورئيس وزراء العراق عام 1948.
- حسن الصدر (1856-1935)
- إسماعيل الصدر (توفي عام 1919) ابن صدر الدين بن صالح.
- محمد محمد صادق الصدر (1943-1999) مرجع ديني مشهور.
- مقتدى الصدر (مواليد 1973) نجل الصدر محمد محمد صادق الصدر له اتباع موالون ومناصرون للحق.
- محمد علي صدر الدين الصدر (توفي عام 1954) نجل إسماعيل الصدر.
- أبو الحسن الصدر  (1902-1978) شاعر عراقي.
- الإمام موسى الصدر (1928-1978) ابن صدر الدين الصدر، زعيم ديني لبناني.
- حيدر الصدر (1891-1937) ابن اسماعيل صدر.
- محمد باقر الصدر (1935-1980) ابن حيدر الصدر ومفكر إسلامي بارز. المعروف أيضًا باسم "الشهيد الثالث" أو "الصدر الأول".
- آمنة الصدر بنت الهدى ابنة حيدر الصدر.
- رباب الصدر ابنة محمد علي صدر الدين الصدر.

## روابط خارجية
- شجرة عائلة عائلة الصدر revayatesadr.ir